# Cicindela ancocisconensis
Cicindela ancocisconensis är en skalbaggsart som beskrevs av Thaddeus Williams Harris 1852. Cicindela ancocisconensis ingår i släktet Cicindela och familjen jordlöpare. Inga underarter finns listade i Catalogue of Life.